# Monolith (film 2022)
Monolith  è un film del 2022 diretto da Matt Vesely.
La pellicola, di produzione australiana, è un horror con elementi di fantascienza, con protagonista Lily Sullivan.

## Trama
Una giornalista screditata, bramosa di riscatto, cura un podcast dedicato a fenomeni misteriosi e teorie del complotto, cercando una storia che possa avere successo tra il pubblico. Un'email anonima la mette sulla pista di uno strano evento che ha coinvolto più persone in giro per il mondo, venute a contatto con un mattone nero dall'origine ignota, capace di stravolgere la loro personalità e causare terribili visioni. La giornalista comprende col tempo che il parlare di questo fenomeno ne aumenta la diffusione, e che i mattoni, costruiti con una tecnologia che pare aliena, si trasformano in replicanti delle persone con cui entrano in contatto, sostituendole.

## Distribuzione
La pellicola è stata presentata in prima mondiale all'Adelaide Film Festival nell'ottobre 2022.